# Super Monkey Ball Adventure
Super Monkey Ball Adventure est un jeu vidéo de plates-formes et d'adresse sorti en 2006 sur PSP, GameCube et PlayStation 2. Le jeu est développé par Traveller's Tales et édité par Sega.